# 1000BASE-T

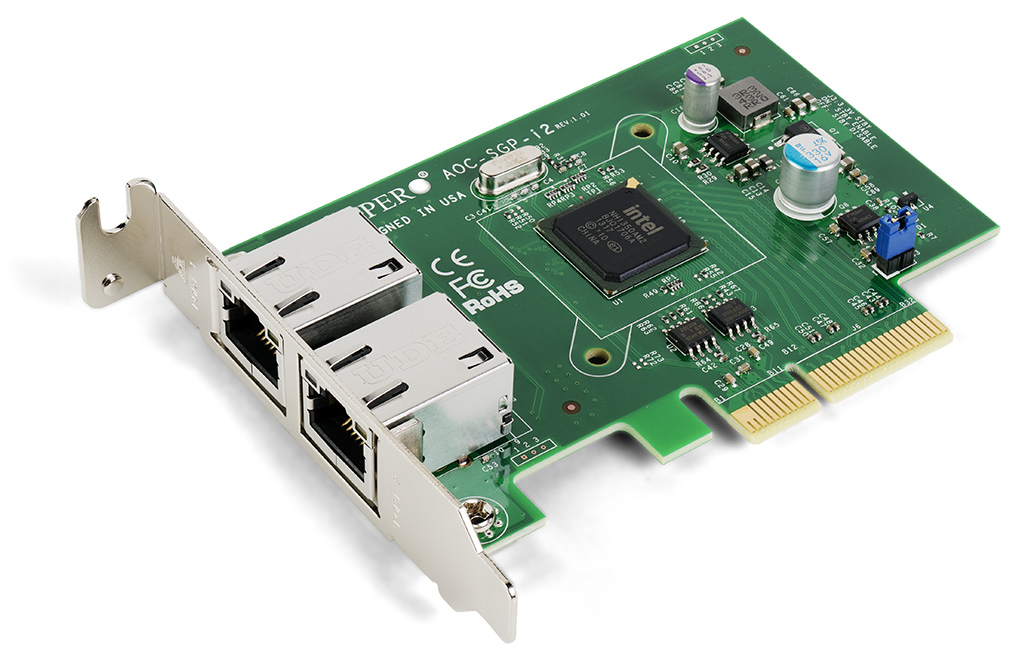
Síťová karta AOC-SGP-I2 pro sběrnici PCI-Express ×4 firmy Supermicro má duální port pro Gigabitový Ethernet

1000BASE-T (neboli IEEE 802.3ab) je standard pro Gigabitový Ethernet používající kabel se čtyřmi páry kroucené dvojlinky kategorie 5 nebo vyšší o doporučované maximální délce 100 metrů.

## Popis
1000BASE-T (IEEE 802.3ab) je základní standard pro Gigabitový Ethernet pro metalickou kabeláž. Používá kabely s kroucenou dvojlinkou kategorie 5 nebo vyšší. Přestože se doporučuje, aby délka síťového segmentu 1000BASE-T nepřesahovala 100 metrů, údaj o maximální délce v normě ISO je čistě informativní, a délka není kritériem při testování, zda připojení vyhovuje normě řady EN 50173.
1000BASE-T používá čtyři kabelové páry pro současný přenos oběma směry s použitím hybridních obvodů (podobných telefonním hybridům) pro potlačování ozvěny a adaptivní ekvalizací a pětiúrovňovou impulzní amplitudovou modulaci (PAM-5). Modulační rychlost (125 megabaud) i šumová imunita pětiúrovňové signalizace je stejná jako u 100BASE-TX s tříúrovňovou signalizací díky použití čtyřrozměrné mřížkově kódované modulace (TCM), jejíž pomocí se na čtyřech párech dosahuje kódovacího zisku 6 dB.
Standard 1000BASE-T musí podporovat automatické vyjednávání podle Section 28D.5 Extensions required for Clause40 (1000BASE-T). Musí být vyjednán přinejmenším zdroj hodin, kdy jeden koncový bod musí být nadřízený a druhý podřízený.
Automatická konfigurace MDI/MDI-X je nepovinná, ale zpravidla podporovaná vlastnost standardu 1000BASE-T, což znamená, že dvě zařízení s gigabitovým rozhraním lze obvykle propojit jak přímým tak kříženým kabelem. Tato vlastnost do velké míry omezuje chyby při instalaci, kdy na starších ethernetových rozbočovačích a přepínačích bylo nutné podle použitého propojení a kabelu rozlišovat nebo pomocí ručních přepínačů nastavit, které porty jsou pro uplink a které normální.
Propojení dvou gigabitových zařízení kabelem s pouze dvěma kroucenými páry obvykle znemožní komunikaci; protože se pro vyjednávání používají pouze dva páry vodičů, obě zařízení úspěšně vyberou 'gigabit' jako nejrychlejší způsob komunikace, ale kvůli absenci dalších dvou párů spoj nebude fungovat. Většina gigabitových fyzických zařízení proto má prostředky k zjištění této situace a některé ovladače poskytují volbu „Ethernet@Wirespeed“, kde tato situace vede k pomalejšímu, ale funkčnímu spojení.
1000BASE-T přenáší osm bitů dat současně pomocí čtyř párů vodičů. Osm bitů se nejdříve rozšíří na čtyři tříbitové symboly pomocí netriviálního šifrování s použitím posuvného registru s lineární zpětnou vazbou obdobně jako u 100BASE-T2. Každý tříbitový symbol se pak přenáší jako napěťové úrovně, které se spojitě mění během přenosu. Ukázka zobrazení:
| Symbol                   | 000 | 001 | 010 | 011 | 100 | 101 | 110 | 111 |
| Úroveň linkového signálu | 0   | +1  | +2  | −1  | 0   | +1  | −2  | −1  |

Na kabeláži Cat-5e a Cat-6 navržené pro 1000BASE-T by měly fungovat i následující standardy Ethernetu 2.5GBASE-T a 5GBASE-T s přenosovou rychlostí 2,5 resp. 5 Gbit/s, které vycházejí z 10GBASE-T, ale používají nižší modulační rychlost.